# Кузьменко Оксана Мирославівна
Оксана Мирославівна Кузьменко (нар. 19 вересня 1969 року, Львів) — львівська фольклористка, дослідниця поетики стрілецьких пісень, доктор філологічних наук (2020), провідний науковий співробітник, в. о. завідувачки відділу соціальної антопології в Інституті народознавства НАН України.
Голова Комісії фольклористики НТШ в Україні (2021), дійсний член НТШ (2022).
Член Комісії фольклористики при Міжнародному комітеті славістів (2023).
Лауреат Премії НАН України імені Ф. М. Колесси (2021).
Член Асоціації усних істориків України (2023).
Член Міжнародної асоціації гуманітаріїв.
Сфера наукових інтересів: фольклористика, усна історія, етнолінгвістика, історична антропологія, етнологія.
Наукові зацікавлення: український фольклор, регіональний фольклор, поетика фольклорних новотворів ХХ ст., етнолінгвістика.

## Вибрані праці
Список публікацій Оксани Кузьменко (станом на жовтень 2020 року)
- Стрілецькі пісні / Упорядник Оксана Кузьменко. – Львів: Інститут народознавства НАН України, 2005. – 640 с. – ISBN 966-02-3500-3.
- Оксана Кузьменко. Стрілецька пісенність: фольклоризм, фольклоризація, фольклорність. — Львів: Інститут народознавства НАН України, 2009. — 296 с., іл.
- Оксана Кузьменко. Фольклорні особливості народних оповідань про голодомор (на матеріалі власних записів з Вінниччини) // С. 90—95 у книзі: Відлуння голодомору-геноциду, 1932—1933: етнокультурні наслідки голодомору в Україні / ред. Кирчів Р., Романів О. — Львів : Наукове товариство імені Шевченка, 2005. — 199 с.
- Оксана Кузьменко. Драматичне буття людини в українському фольклорі: концептуальні форми вираження (період Першої та Другої світових воєн). — Львів: Інститут народознавства НАН України, 2018. — 728 с., 16 с. іл. — ISBN 978-966-02-8914-7[4][5].
- Кузьменко Оксана Мирославівна. Драматичне буття людини в українському фольклорі: концептуальні форми вираження (період Першої та Другої світових воєн). Автореферат дисертації на здобуття наукового ступеня доктора філологічних наук. — Роботу виконано у відділі фольклористики в Інституті народознавства НАН України. — Київ, 2020. — 42 с.
- Кузьменко О. Голос пам'яті або український фольклор стресових ситуацій як ідентифікаційний маркер // S. 301–318 in: Na pograniczu «nowej Europy». Polsko-ukraińskie sąsiedztwo, red. Magdalena Zowczak[pl]. — Warszawa: DiG[pl], 2010. — 744 stron. (Serie: Studia Ethnologica). — ISBN 978-83-7181-650-5
- Oksana Kuz'menko. Dramatic existence in the poetic art of Ukrainian Ostarbeiters (the folkloric concept of ‘captivity’) // S. 127–139 in: Ukraine und ukrainische Identität in Europa: Beiträge zur Standortbestimmung aus/durch Sprache, Literatur, Kultur / Herausgegeben von Olena Novikova, Oleksandr Pronkevyč, Leonid Rudnyc’kyj, Ulrich Schweier. — München: Open Publishing LMU, 2017. — 420 S. — ISBN 978-3-95925-047-4 (Druckausgabe), ISBN 978-3-95925-048-1 (elektronische Version)[6]